# MAN TGS
MAN TGS - сімейство великотоннажних вантажних автомобілів з дозволеною повною масою від 18,0 до 44,0 т. Від моделі MAN TGX відрізняється вузькою кабіною шириною 2,24 м.

## Перше покоління (2007—2020)

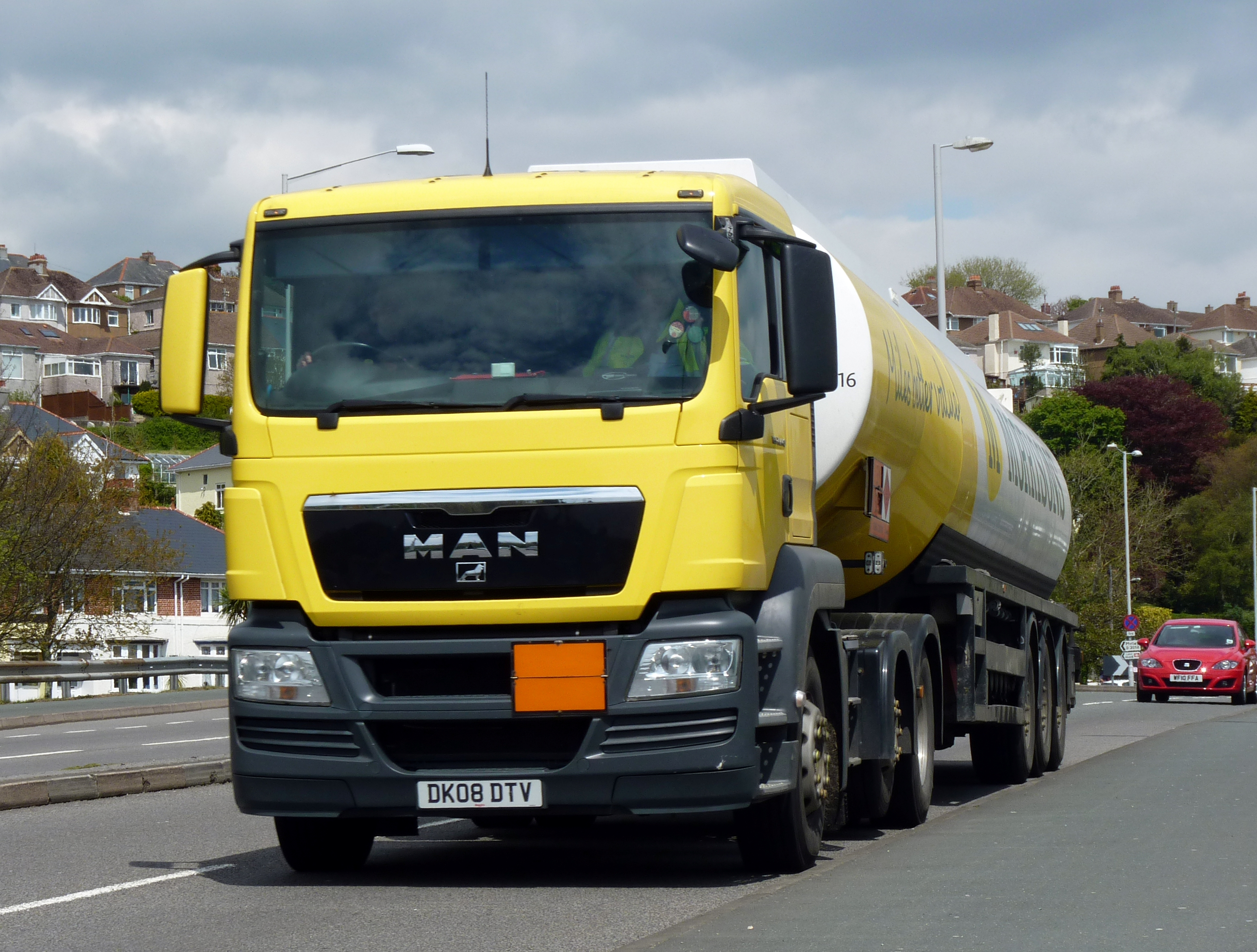
Сідловий тягач MAN TGS (2007-2014)

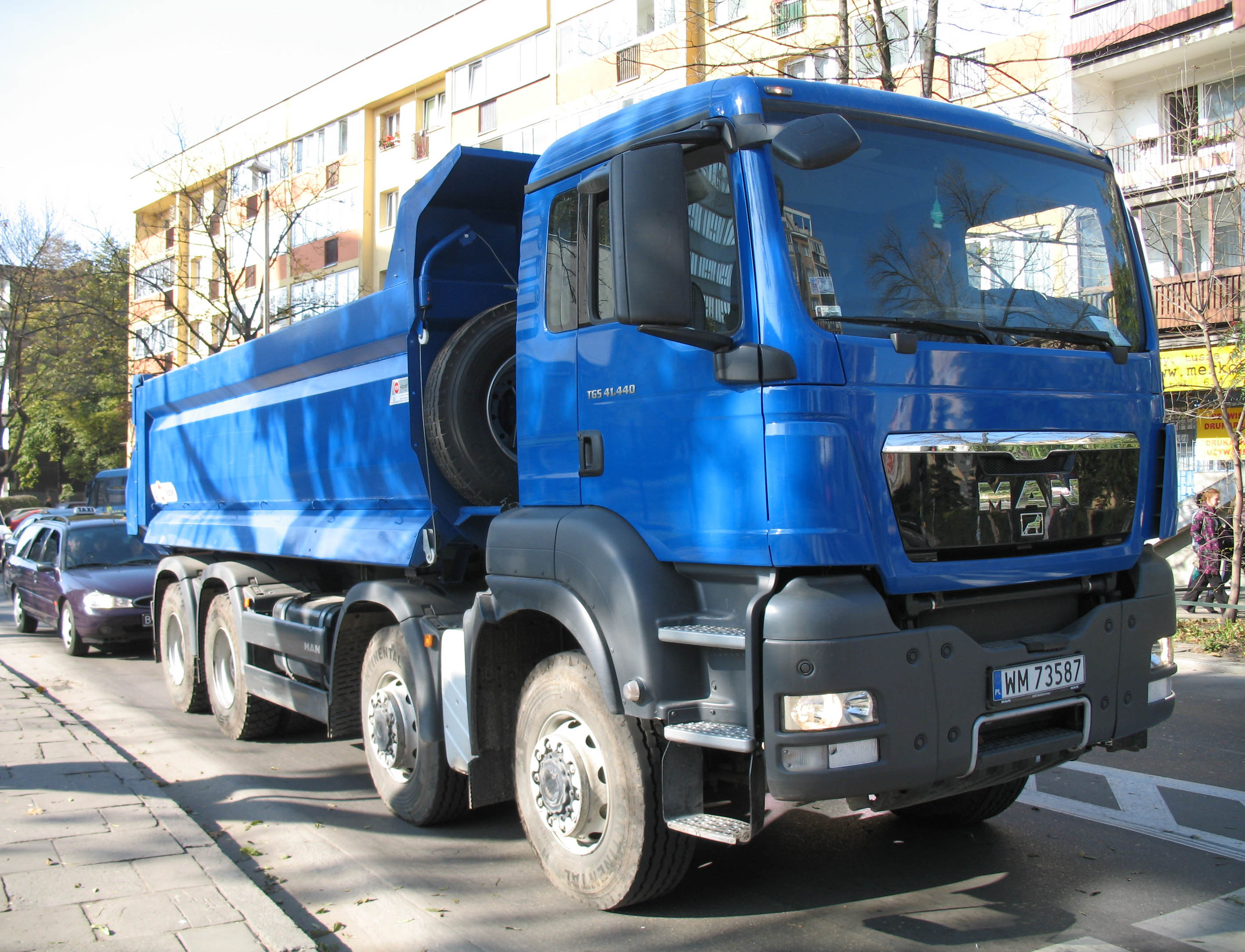
Самоскид MAN TGS 41.440 (2007-2014)

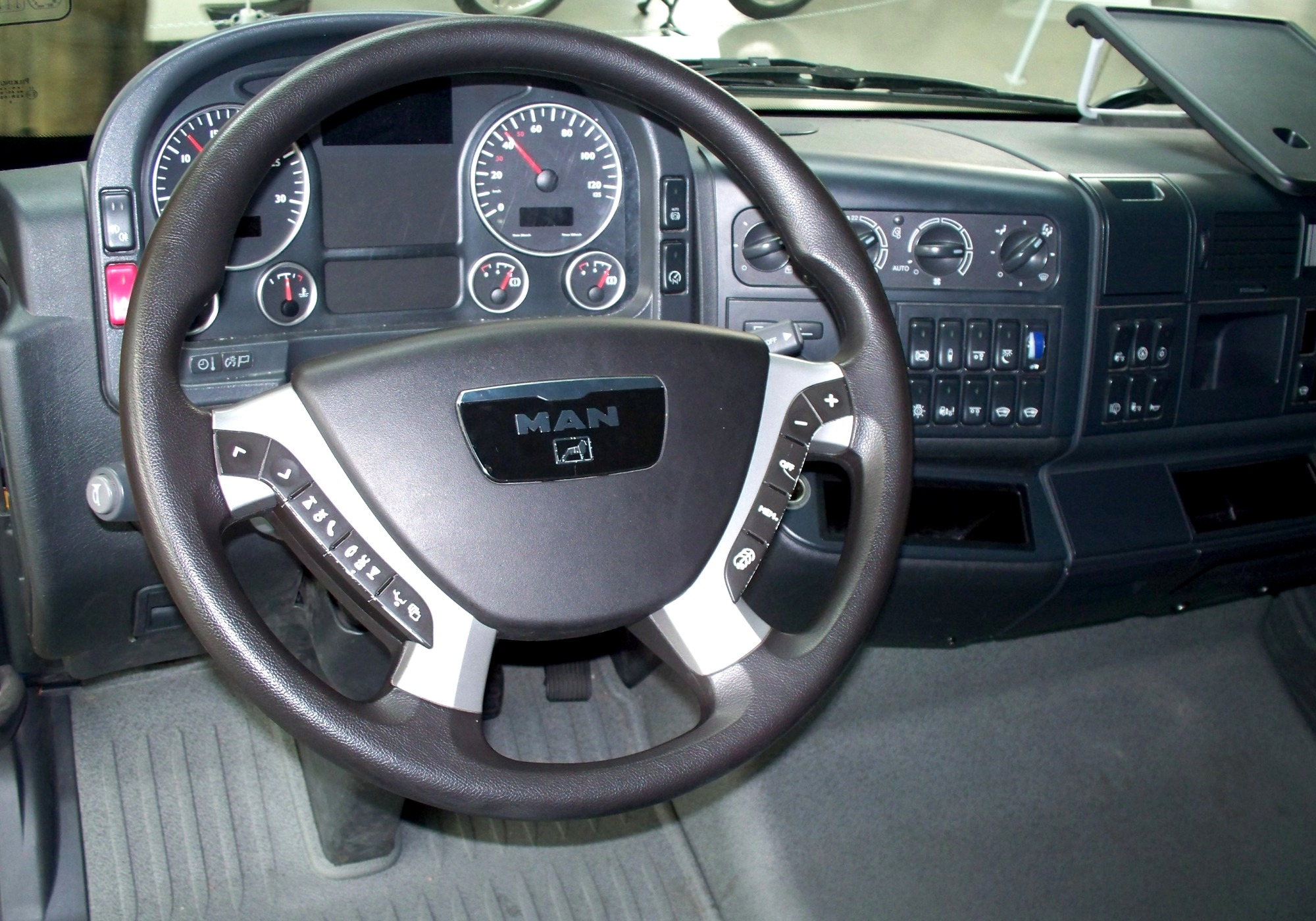
Кабіна MAN TGS

У 2007 році на автосалоні в Амстердамі представлено нове сімейство MAN TGS/TGX, яке прийшло на зміну вантажівкам серії TGA. Серія TGS задовольнить запити перевізників в сфері доставки товарів, перевезень на короткі відстані, в будівництві. Машини пропонувалися з кабінами типу M, L або LX. У порівнянні з серією TGA, коефіцієнт лобового опору у TGS нижче на 2%. Нові зовнішні дзеркала і обтічники кабін, а також видозмінені передні стійки кабін дозволили знизити рівень шуму на 30%. Водієві забезпечена хороша оглядовість, рідше доведеться протирати бічні стекла. Забруднення ж дзеркал заднього огляду зменшено на 60%. Передня частина нової кабіни пропускає в радіатор на 15% більше повітря, в результаті чого в роботу системи охолодження двигуна рідше включається вентилятор. До речі, якщо раніше в моделях TGA була присутня облицювання радіатора у вигляді решітки, яка виконує традиційні функції, то нині вона поступилася місцем чисто декоративної пластикової облицювання. Весь потік повітря, що направляється на силовий агрегат, став проходити набагато нижче і, що важливіше, з більшою ефективністю. Конструкція фар виконана зі світлодіодними габаритними вогнями і функцією денного світла. Сюди ж інтегровані покажчики поворотів. Для інтер'єру кабін моделей TGX та TGS характерні плавні лінії, гармонійно з'єднують між собою приладову панель і боковини дверей, посилюючи тим самим враження просторості. Двигуни для серії TGS - рядні «шістки» потужністю від 320 до 480 к.с. Для повнопривідних версій додатково може бути запропонований мотор потужністю 540 к.с. У моторах, що відповідають вимогам Euro 4, виконання норм досягається застосуванням системи EGR спільно з фільтрами саж. Виконання норм Euro 5 забезпечується за допомогою системи SCR, що використовує реагент AdBlue. Коробки передач - фірми ZF: 16-ступінчасті механічні, або 12-ступінчасті TipMatic. Всі вони комплектуються вбудованими інтардером, а на замовлення - і PriTarder. Для машин, що працюють в комунальному господарстві та на будмайданчиках, може бути запропонований звичайний 6-ступінчастий автомат. У 2010 р з'явилася "світова" версія WW, яка пропонується в країнах третього світу.

### Двигуни
Вантажівки TGS обладнані двигунами D20 і D26 Common Rail із загальною паливною магістраллю і потужністю від 320 до 540 к.с. Двигуни доступні як у версії Euro 4, так і у версії Euro 5.
| Двигуни вантажівок TGS         | Двигуни вантажівок TGS | Двигуни вантажівок TGS | Двигуни вантажівок TGS                 | Двигуни вантажівок TGS    | Двигуни вантажівок TGS |
| ------------------------------ | ---------------------- | ---------------------- | -------------------------------------- | ------------------------- | ---------------------- |
| Р6 (D2066; Euro 4 або Euro 5): |                        |                        |                                        |                           |                        |
| TGS 18.320                     | 10.520 см³             | Common-Rail III        | 235 кВт (320 к.с.) при 1500–1900 об/хв | 1600 Нм (1000–1400 об/хв) |                        |
| TGS 18.360                     | 10.520 см³             | Common-Rail III        | 265 кВт (360 к.с.) при 1500–1900 об/хв | 1800 Нм (1000–1400 об/хв) |                        |
| TGS 18.400                     | 10.520 см³             | Common-Rail III        | 294 кВт (400 к.с.) при 1500–1900 об/хв | 1900 Нм (1000–1400 об/хв) |                        |
| TGS 18.440                     | 10.520 см³             | Common-Rail III        | 324 кВт (440 к.с.) при 1500–1900 об/хв | 2100 Нм (1000–1400 об/хв) |                        |
| Р6 (D2676; Euro 4 або Euro 5): |                        |                        |                                        |                           |                        |
| TGS 18.480                     | 12.400 см³             | Common-Rail III        | 353 кВт (480 к.с.) при 1900 об/хв      | 2300 Нм (1050–1400 об/хв) |                        |
| Р6 (D2676; Euro 5):            |                        |                        |                                        |                           |                        |
| TGS 18.540                     | 12.400 см³             | Common-Rail III        | 397 кВт (540 к.с.) при 1900 об/хв      | 2500 Нм (1050–1350 об/хв) |                        |

### Фейсліфтинг 2014

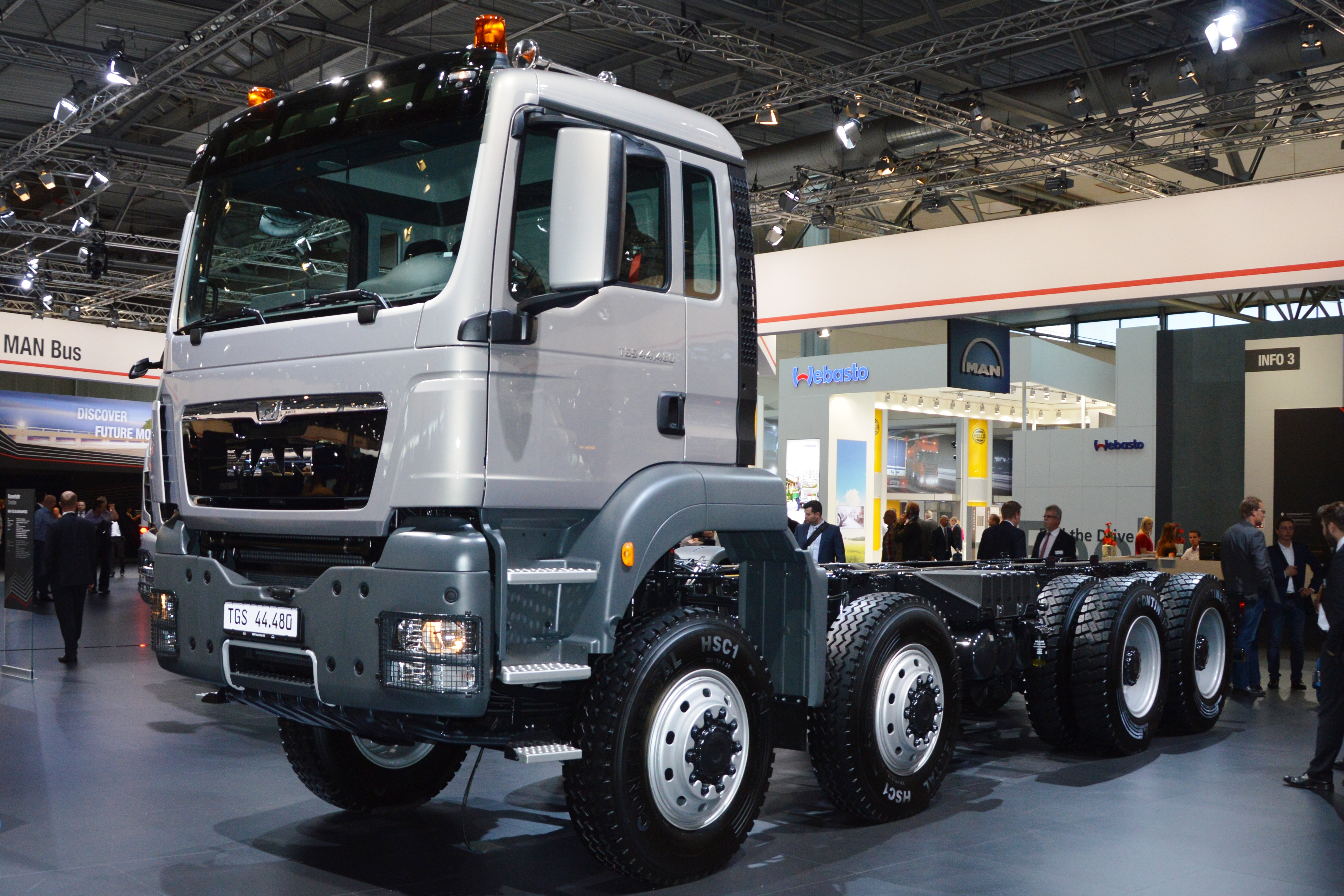
Шасі MAN TGS 44.480 8x8 (2014-2016)

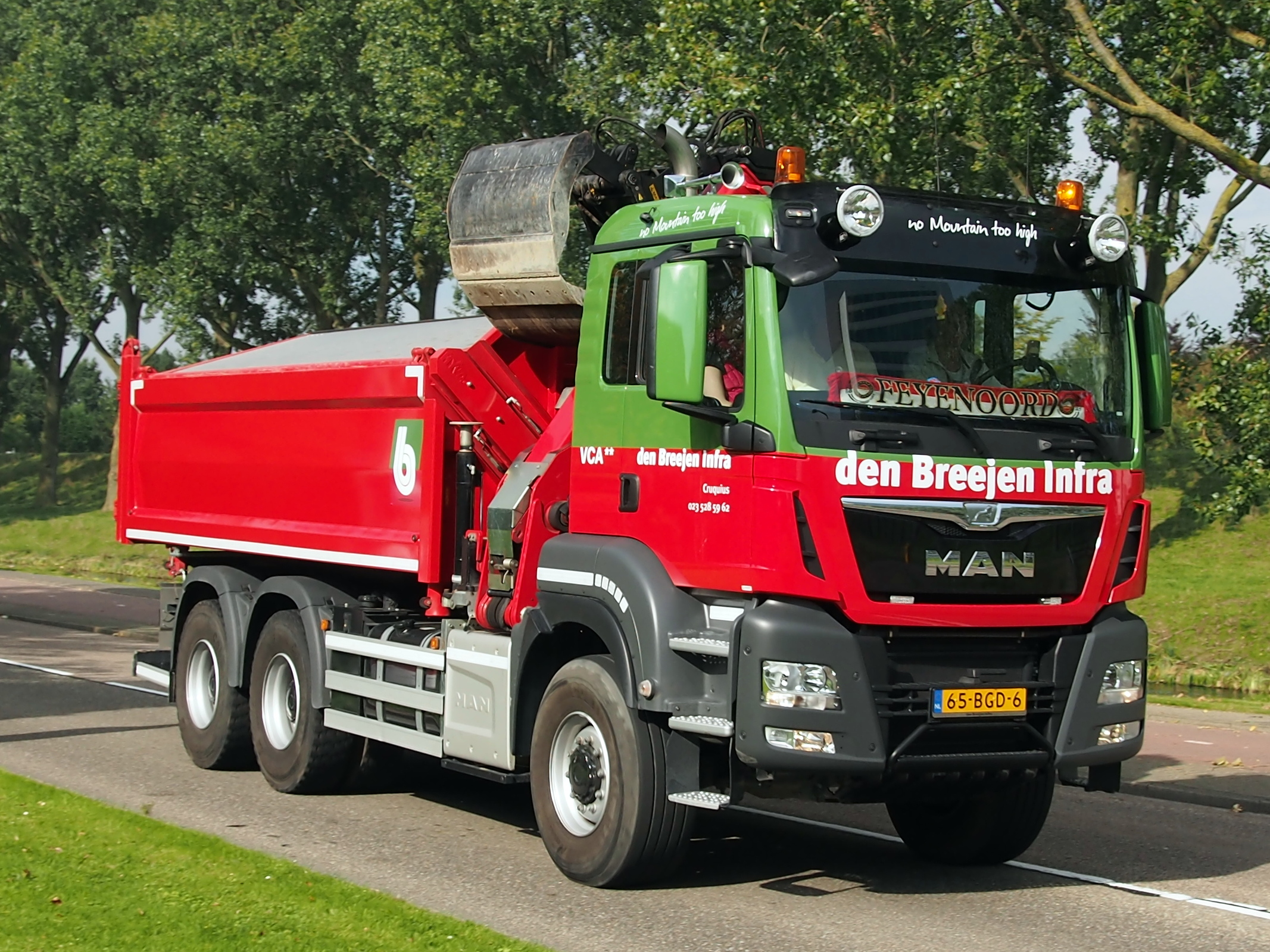
Самоскид MAN TGS 25.400 (2014-2016)

В 2014 році сімейство MAN TGS оновили, змінивши зовнішній вигляд і оснащення, крім того вантажівки отримали нові двигуни, що відповідають екологічним нормам Євро-6.
У доповненні до стилістичного оновлення, нова передня частина також відповідає нормам стандарту Євро-6 - покращилася аеродинаміка і надходження повітря до радіатора. Широкі бічні дефлектори з повітряним каналом оптимізують повітряні потоки з боків кабіни. Повітрозабірники в передній частині були збільшені для підвищення ефективності охолодження двигуна. У той же час, повітряні канали в решітці радіатора були оптимізовані для поліпшення аеродинамічних властивостей нижньої частини вантажівок. Загальне поліпшення аеродинаміки необхідно для зниження витрати палива і задоволення вантажівки нормам Euro 6. Частина деталей поліпшили для поліпшення експлуатаційних властивостей автомобіля. Змінене положення склоочисників дозволить знизити снігові й крижані нарости на них при експлуатації в зимовий період.
З інших нововведень оновлених TGS - перекомпонування елементів вантажівки, встановлених на рамі. Наприклад, були розроблені нові баки для AdBlue, більшої місткості, незважаючи на увелічевшуюся за розмірами вихлопну систему вантажівки (з вбудованою системою SCRT). Баки тепер розміщуються по лівому борту вантажівки між передньою аркою і акумуляторною батареєю. Доступ за кабіну тепер розташувався з тієї ж лівої сторони і проходить безпосередньо через бак. Таким чином, в залежності від конфігурації шасі, обсяг бака під AdBlue може бути від 25 до 80 літрів. Залежно від типу вантажівки, покупець може вибрати з широкого ряду паливних баків різної ємності. Глушник перенесений на праву сторону шасі. Таким чином, пробіг без дозаправки може складати до 3800 км! Для топ-версії MAN TGX та TGS будуть пропонуватися 6-циліндрові рядні двигуни MAN D20 і D26, що відповідають нормам Euro 6, потужністю 360 і 480 к.с. Для цієї моделі будуть доступні 2 види трансміссій- автоматизована 12-швидкісна MAN TipMatic, і 16-ступінчаста механічна.
Для досягнення норм Euro 6 компанія MAN пішла тими ж шляхами, що й інші виробники - об'єднала систему рециркуляції вихлопних газів EGR і систему нейтралізації вихлопних газів SCRT. MAN вже використовував ключові елементи, необхідні для Euro 6 - системи EGR і SCR, а також фільтр сажа - на комерційних вантажівках уже кілька років. Нові двигуни Euro 6 потужністю і вище оснащуються двоступінчастим турбонаддувом з первинним і проміжним охолодженням повітря, що нагнітається. Обидва турбонаддува об'єднані в один компактний модуль. Кожна ступінь оснащена власним відведенням вихлопних газів. Це дозволяє контролювати тиск наддуву і розподіл навантаження між двома турбінами для того, щоб використовувати енергію вихлопних газів більш ефективно.

#### Двигуни
| Двигуни вантажівок TGS | Двигуни вантажівок TGS | Двигуни вантажівок TGS | Двигуни вантажівок TGS         | Двигуни вантажівок TGS | Двигуни вантажівок TGS |
| ---------------------- | ---------------------- | ---------------------- | ------------------------------ | ---------------------- | ---------------------- |
| Р6 (D2066; Euro 6):    |                        |                        |                                |                        |                        |
| TGS 18.360             | 10.520 см³             | Common-Rail            | 265 кВт (360 к.с.) при ? об/хв | 1800 Нм (? об/хв)      |                        |
| Р6 (D2676; Euro 6):    |                        |                        |                                |                        |                        |
| TGS 18.400             | 12.400 см³             | Common-Rail            | 294 кВт (400 к.с.) при ? об/хв | 1900 Нм (? об/хв)      |                        |
| TGS 18.440             | 12.400 см³             | Common-Rail            | 324 кВт (440 к.с.) при ? об/хв | 2100 Нм (? об/хв)      |                        |
| TGS 18.480             | 12.400 см³             | Common-Rail            | 353 кВт (480 к.с.) при ? об/хв | 2300 Нм (? об/хв)      |                        |

### Фейсліфтинг 2016

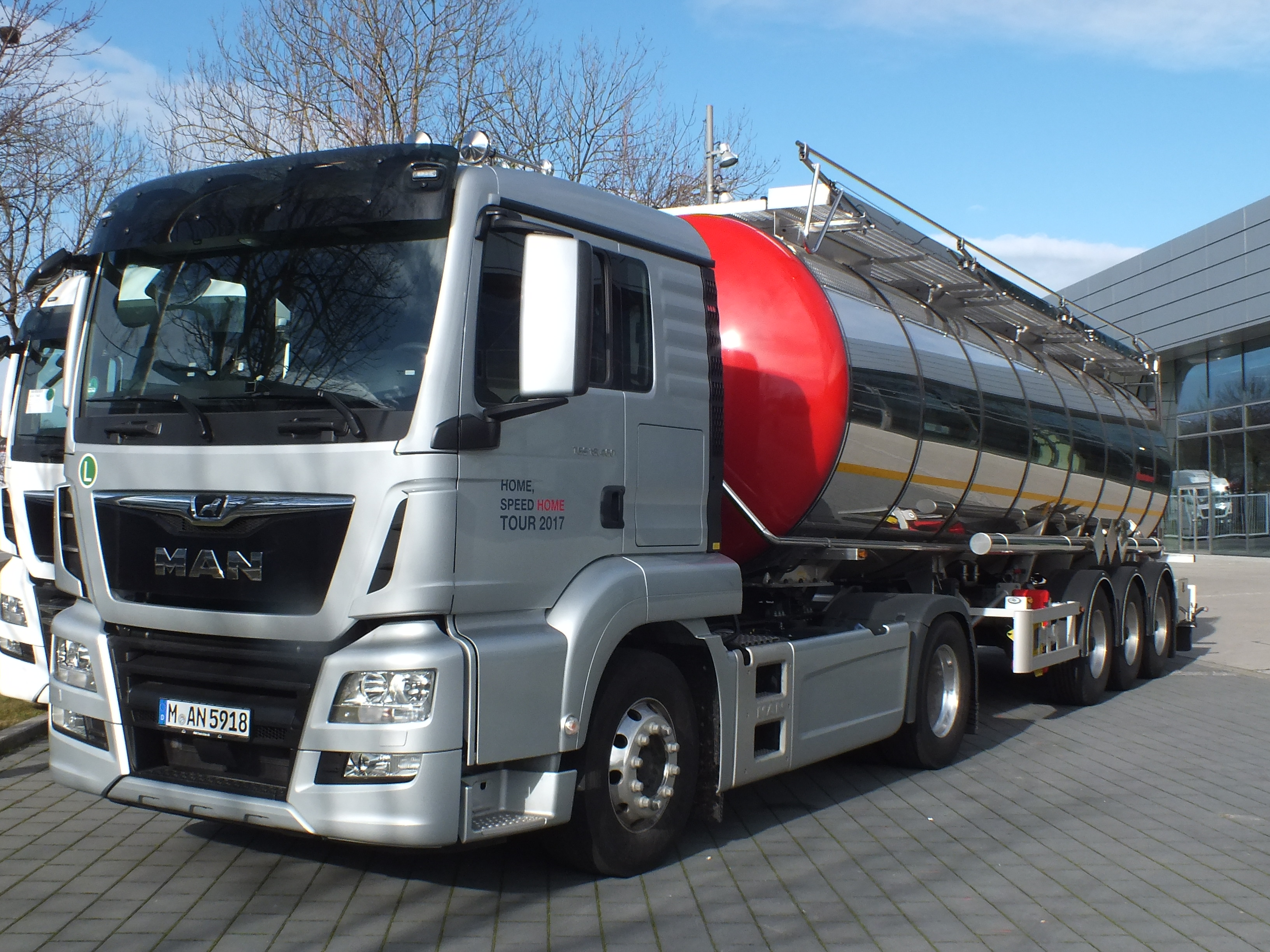
Тягач MAN TGS 18.480 (з 2016)

На IAA 2016 року MAN Truck & Bus показав оновлені вантажівки серії TG. MAN TGX та TGS отримали візуально перероблені і оптимізовані повітрозабірники. Інтер'єри всіх нових моделей тепер відрізняються особливою теплою кольоровою гамою, новими матеріалами і сидіннями.
Однією з головних цілей роботи над оновленням екстер'єру було підвищити видимість логотипу компанії. І дизайнерам вдалося цього добитися, змінивши підкладку з хромованої на чорну, для створення контрасту між фоном і логотипом.

## Друге покоління (з 2020)

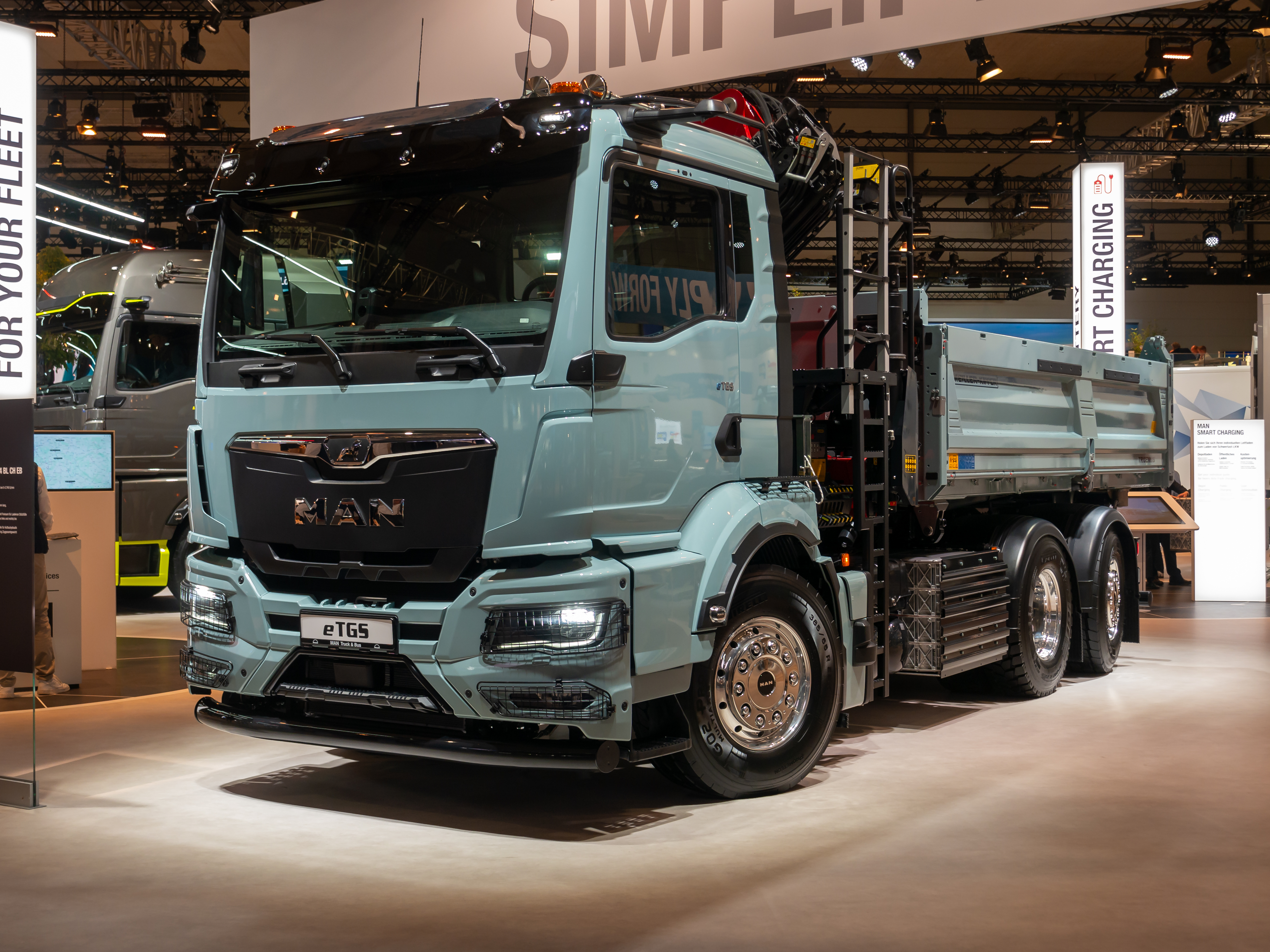
MAN TGS 33.510

У 2020 році MAN представив друге покоління TGS з повністю новою кабіною шириною 2,24 м. Тут можливі чотири варіанти за довжиною – 1,62 м (С – Compact), 1,88 м (N – перевезення на короткі відстані), 2,28 м (F – далекобійні) та 2,78 м (B – дворядна). Варіантів по висоті три, із зовнішніми габаритами – 1645 мм (С), 1737 мм (N) та 2035 мм (M).
Інтер’єр повністю новий і натхненний новим MAN TGX.

#### Двигуни
| Двигуни вантажівок TGS TG3 | Двигуни вантажівок TGS TG3 | Двигуни вантажівок TGS TG3 | Двигуни вантажівок TGS TG3     | Двигуни вантажівок TGS TG3 | Двигуни вантажівок TGS TG3 |
| -------------------------- | -------------------------- | -------------------------- | ------------------------------ | -------------------------- | -------------------------- |
| Р6 (D1556; Euro 6d):       |                            |                            |                                |                            |                            |
| TGS 18.330                 | 9.037 см³                  | Common-Rail                | 243 кВт (330 к.с.) при ? об/хв | 1600 Нм (? об/хв)          |                            |
| TGS 18.360                 | 9.037 см³                  | Common-Rail                | 265 кВт (360 к.с.) при ? об/хв | 1700 Нм (? об/хв)          |                            |
| TGS 18.400                 | 9.037 см³                  | Common-Rail                | 294 кВт (400 к.с.) при ? об/хв | 1800 Нм (? об/хв)          |                            |
| Р6 (D2676; Euro 6d):       |                            |                            |                                |                            |                            |
| TGS 18.430                 | 12.400 см³                 | Common-Rail                | 316 кВт (430 к.с.) при ? об/хв | 2200 Нм (? об/хв)          |                            |
| TGS 18.470                 | 12.400 см³                 | Common-Rail                | 346 кВт (470 к.с.) при ? об/хв | 2400 Нм (? об/хв)          |                            |
| TGS 18.510                 | 12.400 см³                 | Common-Rail                | 375 кВт (510 к.с.) при ? об/хв | 2600 Нм (? об/хв)          |                            |